# Aprenentatge vocal

L'aprenentatge vocal descriu l'habilitat apresa per produir sons que no estan previstos en el repertori genètic de les respectives espècies i l'habilitat de modificar sons acústics i sintàctics, d'adquirir sons nous via imitació, i de produir noves vocalitzacions. Les “vocalitzacions” en aquest cas es refereixen només als sons generats per l'òrgan vocal corresponent (laringe en mamífers i siringe en aus), per oposició als llavis, a les dents i a la llengua, els quals requereixen considerablement menys control motor. L'aprenentatge vocal es considera una habilitat crítica per al llenguatge parlat i només s'ha detectat en vuit grups animals (malgrat l'ampla varietat d'espècies que són capaces de vocalitzar), incloent éssers humans, ratpenats, cetacis, pinnípedes (foques i lleons de mar), elefants, i tres grups d'ocells llunyanament relacionats: ocells cantaires, lloros i colibrís. Cal distingir l'aprenentatge vocal de l'aprenentatge auditiu, que és l'habilitat de memoritzar sons i que s'ha constatat en tots els vertebrats que s'han posat a prova fins ara. Per exemple, els gossos poden ser entrenats per entendre la paraula "seu" tot i que la paraula humana no pertany als seu repertori innat. Tanmateix, el gos no pot imitar i produir la mateixa paraula, "seu"; aquesta habilitat suposaria l'aprenentatge vocal.